# Rare Replay
Rare Replay é uma compilação de trinta jogos eletrônicos, lançada em 2015 para comemorar os trinta anos de história da desenvolvedora de jogos eletrônicos britânica Rare, e sua predecessora, a Ultimate Play the Game. Os jogos emulados são de diversos gêneros e consoles, desde o ZX Spectrum ao Xbox 360, mantendo todas as características e erros dos originais, com poucas modificações. A compilação adiciona cheats (trapaça) para tornar os jogos mais antigos mais fáceis. O progresso do jogador é recompensado com conteúdo de making-of dos jogos, além de entrevistas sobre os jogos não lançados da Rare.
A compilação foi uma de várias ideias que a Rare considerou para a celebração de seu trigésimo aniversário. Inspirada pelos fãs, futuras funções de retrocompatibilidade do Xbox One, e o desejo de conectar o passado e o futuro da Rare, a empresa escolheu 30 de seus 120 jogos que melhor lhe representavam. A empresa priorizou jogos com personagens e ambientes originais da empresa. A Rare incorporou quatro emuladores no pacote, e trabalhou com a Microsoft para usar a emulação de Xbox 360, até então não anunciada. Rare Replay foi lançada como uma compilação exclusiva do Xbox One, em 4 de agosto de 2015.
As críticas sobre Rare Replay foram geralmente favoráveis. Os avaliadores apreciaram o design da capa e chamaram o lançamento de um novo pináculo para compilações. Alguns elogiaram certas características, mas também criticaram problemas na emulação do Xbox 360 e na instalação dos jogos. Dentre os títulos, os críticos preferiram os clássicos de Nintendo 64, especialmente Blast Corps, e não gostaram de Perfect Dark Zero, Grabbed by the Ghoulies, e os jogos Spectrum. Algumas publicações lamentaram a ausência de Donkey Kong Country e GoldenEye 007, devido aos inevitáveis problemas de licenciamento, enquanto outros pensaram que o pacote estava bem, mesmo sem eles. Críticos consideraram o conteúdo e entrevistas com desenvolvedores como uma das melhores características da compilação, mas não gostaram deste conteúdo estar bloqueado por trás de desafios dentro dos jogos. Rare Replay se tornou o título mais vendido da Rare no Reino Unido desde Banjo-Kazooie em 1998.

## Jogabilidade
| 1983 | Jetpac                           |
| 1983 | Lunar Jetman                     |
| 1983 | Atic Atac                        |
| 1984 | Sabre Wulf                       |
| 1984 | Underwurlde                      |
| 1984 | Knight Lore                      |
| 1985 | Gunfright                        |
| 1986 | Slalom                           |
| 1987 | R.C. Pro-Am                      |
| 1988 |                                  |
| 1989 | Cobra Triangle                   |
| 1990 | Snake Rattle 'n' Roll            |
| 1990 | Solar Jetman                     |
| 1990 | Digger T. Rock                   |
| 1991 | Battletoads                      |
| 1992 | R.C. Pro-Am II                   |
| 1993 |                                  |
| 1994 | Battletoads Arcade               |
| 1995 |                                  |
| 1996 | Killer Instinct Gold             |
| 1997 | Blast Corps                      |
| 1998 | Banjo-Kazooie                    |
| 1999 | Jet Force Gemini                 |
| 2000 | Perfect Dark (remaster)          |
| 2000 | Banjo-Tooie                      |
| 2001 | Conker's Bad Fur Day             |
| 2002 |                                  |
| 2003 | Grabbed by the Ghoulies          |
| 2004 |                                  |
| 2005 | Kameo                            |
| 2005 | Perfect Dark Zero                |
| 2006 | Viva Piñata                      |
| 2007 | Jetpac Refuelled                 |
| 2008 | Viva Piñata: Trouble in Paradise |
| 2008 | Banjo-Kazooie: Nuts & Bolts      |

Rare Replay é uma compilação de 30 jogos desenvolvidos pela Rare e sua predecessora, Ultimate Play the Game, durante seus 30 anos de história, do ZX Spectrum ao Xbox 360 (1983 à 2008), até série Kinect Sports. Os 30 jogos estão distribuídos em múltiplos gêneros, incluindo luta, tiro, simulação, plataforma, corrida, e esporte. A compilação se inicia com uma música e apresentação dos personagens da Rare. Cada jogo possui uma página inicial com uma variação de sua música-tema. Apesar da jogabilidade principal ter sido mantida, a Rare adicionou funções extras para os lançamentos mais antigos. O jogador pode alterar alguns detalhes visuais e "rebobinar" até dez segundos de jogo, nos jogos pré-Nintendo 64. Os jogos mais antigos podem ser salvos a qualquer momento, e o progresso também é guardado ao sair dos jogos. A Rare também adicionou um cheat de vidas infinitas para alguns jogos antigos e corrigiu alguns bugs em Battletoads. A função de snapshots apresenta segmentos de jogos antigos como desafios ao jogador, como alcançar uma certa pontuação em um determinado período de tempo em algum cenário. Alguns snapshots estão conectados sequencialmente.
A emulação do ZX Spectrum mateve as peculiaridades do hardware original. Por exemplo, seus gráficos flutuam na velocidade de renderização, dependendo do número de itens que o computador precisa processar na tela. A emulação do Nintendo 64 melhorou a renderização dos polígonos e o frame rate. Os nove lançamentos do Xbox 360 são instalados diretamente no Xbox One, separadamente da compilação, e exigem uma ativação online antes de poderem ser jogados offline. Os jogos de Xbox 360 podem compartilhar os saves e conquistas entre diferentes consoles, através das funções em nuvem da Xbox Live. Rare Replay usa os ports para Xbox 360 de Banjo-Kazooie, Banjo-Tooie, e Perfect Dark, ao invés de emular os seus originais. Entretanto, a Rare escolheu emular o Conker's Bad Fur Day original no lugar de seu remake. Grabbed by the Ghoulies roda nativamente no Xbox One, devido a atualizações na sua resolução e framerate. Rare Replay manteve os modos multijogador local e online dos jogos originais, e adicionou seus conteúdos extras. Vários títulos clássicos da Rare, como os da série Donkey Kong e GoldenEye 007, não foram incluídos na compilação devido a problemas com licenciamento.
Uma seção bônus, Rare Revealed, contém mais de uma hora de gravações por trás das câmeras focadas principalmente nos jogos não lançados da Rare. O jogador completa desafios nos jogos para coletar estampas, as quais incrementam o ranking do jogador para destravar os conteúdos extras; para coletar todas as estampas, o jogador tem que finalizar todos os jogos e criar um Snapshot. A compilação automaticamente distribui estampas para o progresso nos jogos de Xbox 360. Funcionários atuais e anteriores da Rare aparecem em partes do documentário, apesar dos fundadores do estúdio não participarem. Rare Revealed apresenta cenas de vários jogos não lançados, como Black Widow, onde o jogador controla um robô aracnídeo equipado com mísseis. A aranha deveria ter sido reciclada e usada em Kameo 2, uma sequência não lançada de Kameo. Rare também trabalhou no The Fast and the Furriest, um sucessor espiritual de Diddy Kong Racing com customização de veículos e alteração de pistas. Outras propriedades intelectuais da empresa incluem o protótipo de sobrevivência Sundown e um título baseado em aeronaves, Tailwind. Outros vídeos do Rare Revealed incluem trilhas sonoras não utilizadas, e trívia sobre decisões de design, como design de personagem de Blast Corps, as decisões sobre características de Banjo-Kazooie, e modificações de áudio em Killer Instinct. Conteúdos adicionais do Rare Revealed não presentes em Rare Replay foram lançadas após o lançamento da compilação, através do canal oficial da empresa no YouTube.

## Desenvolvimento
A Rare começou a trabalhar no Rare Replay em outubro de 2014, como uma celebração ao seu trigésimo aniversário, usando o codinome Pearl, baseado em um tema tradicional de presentes para aniversários de 30 anos. A empresa queria criar algo único para o que consideravam uma realização rara na indústria de jogos eletrônicos, e também para celebrar o 25º ano do diretor de criação Gregg Mayle na empresa. A Rare também foi influenciada por pedidos da comunidade de trazer seus jogos clássicos ao Xbox One, e pela Microsoft ter evoluído no desenvolvimento de retrocompatibilidade para o console. A compilação foi uma de várias ideias para a celebração, mas depois de ter sido escolhida, o tema "30 anos" levou à decisão de 30 jogos e ao preço de 30 dólares. No início do planejamento, o estúdio havia escolhido o título Rare: Ultimate Collection, uma alusão à sua predecessora, Ultimate Play the Game. Como reflexo do espírito da empresa e do tema de celebração, a Rare escolheu um estilo de arte papercraft, e uma ambientação de palco de teatro. O estilo artístico escolhido e o uso de artes em 2D também permitiram que o time de desenvolvimento gerasse conteúdo mais rapidamente, dentro do limitado tempo para produção. Rare Replay se tornou parte do plano da Rare de simultaneamente celebrar seu passado e apresentar mudanças para seu futuro, com a definição de um novo logotipo, novo website, e o anúncio de seu próximo jogo, Sea of Thieves.
Para selecionar os 30 jogos da compilação, a Rare analisou 120 dos jogos em seu catálogo. Eles avaliaram cada título e priorizaram aqueles que apresentavam personagens e ambientes originais da empresa, escolhendo excluir aqueles baseados em propriedades intelectuais licenciadas. Além disso, a Rare considerou se as licenças estariam disponíveis e se um título continuaria divertido para os padrões modernos. A empresa queria uma ampla seleção que representasse "jogos populares que atingiriam aquele ponto nostálgico que todos gostam". Decidir qual versão de alguns de seus títulos mais populares seria incluída também foi um tópico de debate para o time responsável pelas escolhas. A Rare decidiu incluir os re-lançamentos para Xbox 360 de Banjo-Kazooie, Banjo-Tooie, e Perfect Dark, ao invés de seus originais do Nintendo 64, já que os desenvolvedores perceberam várias melhorias nessas remasterizações que seriam muito valiosas. Por outro lado, eles também escolheram a versão de Nintendo 64 de Conker's Bad Fur Day no lugar de seu remake do Xbox, Conker: Live & Reloaded, por acharem que era muito diferente da versão original. Apesar dos designers de Rare Replay terem a palavra final, outros funcionários veteranos da Rare puderam opinar e coletar histórias sobre o desenvolvimento de jogos antigos. Os desenvolvedores consideraram rapidamente incluir protótipos jogáveis de títulos não lançados da Rare, como Black Widow e Kameo 2, como parte da coleção, mas o esforço necessário para isso tornaria o projeto inviável devido ao limitado período disponível para produção, levando-os a produzir os vídeos Rare Revelaed sobre estes jogos. Entrevistas com membros atuais e anteriores da equipe da Rare para o Rare Revealed ocorreram durante vários meses de 2015. Vários segmentos de entrevistas foram omitidos devido a restrições de tempo e espaço em disco, mas foram disponibilizados posteriormente através do canal oficial da empresa no YouTube. Um vídeo adicional de Rare Revealed, focado no making of de GoldenEye 007, estava planejado, mas não foi lançado por ter sido vazado em 2019.
Diferentemente do ciclo comum de desenvolvimento, que inicia com um conceito e termina em um produto final, a maior parte do esforço de desenvolvimento de Rare Replay se deu em colocar 30 jogos de seis plataformas em um único disco. A quantidade de jogos e plataformas sendo emuladas foram um desafio de energia maior do que o esforço de emulação. A Rare trabalhou em conjunto com a Microsoft, que estavam secretamente desenvolvendo funções de retrocompatibilidade do Xbox 360 para o Xbox One, que a Rare usou para o Rare Replay. O time da Microsoft ajudou a preparar nove jogos de Xbox 360 da Rare para lançamento. O trabalho para emular os jogos de ZX Spectrum foi liderado por Gavin Thomas, um engenheiro da Microsoft que desenvolveu seu próprio emulador de Spectrum em seu tempo livre alguns anos antes. Code Mystics, que anteriormente trabalhou no port de Killer Instinct e Killer Instinct 2 para o Xbox One, ajudou nos esforços para emular os jogos de Nintendo Entertainment System, Arcade, e Nintendo 64. O design de Rare Replay foi liderado por Paul Collins, que afirmou que a função de rewind foi adicionada para ajudar os jogadores a finalizar os jogos sem desistir por frustração. A trilha sonora de abertura da compilação foi composta com a ideia de apresentar uma história musical da empresa, contada através de pequenas introduções musicais. A última trilha foi intencionada em trazer à tona as memórias dos jogadores dos jogos da Rare, e inclui vários easter eggs.
Rare Replay foi anunciada durante uma conferência de imprensa da Microsoft na E3 2015. O anúncio foi vazado algumas horas antes do show. A compilação foi lançada mundialmente, exclusivamente para o Xbox One, em 4 de agosto de 2015. Não há planos de lançamento para Windows 10 ou adição de conteúdos extras. Apesar dos fundadores da Rare não terem sido entrevistados nos vídeos extras, Tim Stamper apareceu em uma entrevista para a revista Develop próximo do lançamento da compilação. A Rare também adicionou uma tie-in onde os donos da Rare Replay destravavam o personagem Rash de Battletoads, no jogo de luta de 2013, Killer Instinct, durante um período limitado de teste antes do lançamento ao público no ano seguinte. Em 25 de junho de 2019, Rare Replay se tornou parte do Xbox Game Pass e todos os títulos de Xbox 360, com exceção de Jetpac Refuelled, foram melhorados para rodar nativamente em resolução 4k no Xbox One.

## Recepção
Rare Replay recebeu críticas geralmente favoráveis, de acordo com o agregador Metacritic. Alcançou o topo de vendas no Reino Unido, sendo o primeiro exclusivo de Xbox One a realizar o feito e o primeiro da Rare desde Banjo-Kazooie em 1998. Rare Replay também foi o primeiro título de baixo valor a alcançar o topo dos rankings desde o Wii Fit Plus (2009), antes de cair para a sexta posição na semana seguinte. Rare Replay foi o sexto jogo mais vendido na América do Norte em agosto de 2015. A compilação havia sido o jogo da E3 2015 com mais pré-vendas na Amazon. Críticos gostaram do seu valor agregado, considerando o preço com o retorno em jogabilidade. Muitos dos jogos da compilação já possuíam um legado, de maneira que os jogadores que experienciaram os originais, a audiência ideal, provavelmente não seriam influenciados por críticas mais negativas.
Críticos comentaram sobre a qualidade e dedicação colocados no design da compilação. Jaz Rignall, da USgamer, ficou impressionado com a apresentação, enquanto Dan Whitehead, da Eurogamer, achou que o tema teatral combinou com a Rare. Críticos consideraram Rare Replay um exemplo de compilação de jogos, com Kotaku chamando-a de a melhor compilação desde a The Orange Box da Valve. Por outro lado, Jeremy Parish, da USgamer, achou que o estilo de apresentação da Mega Man Legacy Collection, compilação contemporânea, teria tido um apreço mais autêntico pelo material original. Chris Plante, da The Verge, afirmou que as pequenas melhorias de hardware da Rare Replay, junto de outras mudanças, eram um modelo viável para colocar jogos antigos de volta no mercado, possivelmente diminuindo a pirataria.
Muitos comentários sobre a compilação focaram nos jogos escolhidos pela Rare e concluíram que jogadores novos e antigos poderiam encontrar bons jogos na coleção. Dentre os favoritos dos críticos estavam Blast Corps, Banjo-Kazooie: Nuts & Bolts, os jogos Viva Piñata, e os clássicos do Nintendo 64 (especialmente Banjo-Kazooie, Conker, e Perfect Dark). Dentre os que não foram bem recebidos estavam Perfect Dark Zero, Grabbed by the Ghoulies, e os jogos de Spectrum, os quais vários críticos acharam que não haviam envelhecido bem. Entretanto, a Ars Technica defendeu os títulos de Spectrum por mostrarem o lado experimental e não refinado da Rare. Muitos críticos lamentaram os problemas com direitos autorais que levaram à exclusão dos jogos que alguns consideraram os melhores da empresa, Donkey Kong Country, GoldenEye 007, e Diddy Kong Racing, enquanto outros acharam que a compilação estava bem mesmo sem estes títulos. Também ausentes estavam os jogos Kinect Sports, lançamentos de franquia da Nintendo, e alguns clones de Mario Kart. Apesar dos títulos em falta, críticos da Ars Technica ficaram impressionados com a habilidade da Microsoft de negociar licenças com publicadoras, incluindo Tradewest, Nintendo, Milton Bradley, e Electronic Arts. Um crítico para a Eurogamer ficou surpreso com a consistência do estilo da Rare nos jogos escolhidos, e comparou o legado da empresa com o Cosgrove Hall Films. Um crítico da Kotaku viu Rare Replay como uma "revitalização de imagem" que poderia marcar o retorno da Rare à produção de "jogos desafiadores", à altura de sua reputação.
Críticos acharam que o arquivo de conteúdo sobre os jogos e as entrevistas com os desenvolvedores estavam entre as melhores características da Rare Replay. Alguns ficaram frustrados com o conteúdo estar travado por trás de desafios dentro dos jogos. Sam Machkovech, da Ars Technica, afirmou estar em menos da metade do progresso necessário, após completar as realizações mais fáceis. Este foi um ponto que tornou o conteúdo particularmente difícil de ser acessado. Stephen Totilo, da Kotaku, similarmente perdeu o interesse em colecionar todos os pontos necessários para o acesso. Ele chamou o fato de "uma brincadeira sem graça", considerando a reputação da Rare por seus jogos com muitos itens colecionáveis. Outros críticos acharam que o conteúdo era mais importante do que alguns jogos individuais. Um crítico da Polygon chamou a compilação de "um pedaço essencial da história dos jogos eletrônicos", enquanto outro da Kotaku afirmou que o conteúdo não representava perfeitamente o histórico da empresa, e escondeu o importante relacionamento da Rare com a Nintendo no passado. Whitehead, da Eurogamer, questionou a ausência de Mire Mare e outros jogos que foram ignorados no conteúdo extra. Machkovech, da Ars Technica, achou que a Rare Replay era muito mais um "memorial" do que uma antologia, já que a Rare havia se tornado "apenas uma sombra do que fora no passado". Ele comentou sobre como os últimos jogos da compilação coincidem com a saída dos irmãos Stamper da empresa. Críticos acharam que os Stampers, os fundadores da Rare, foram uma ausência notável, e Jaz Rignall achou que certas características da compilação foram uma referência aos irmãos.
Críticos elogiaram a possibilidade de poder "voltar no tempo" e tentar novamente partes difícies dos jogos de ZX Spectrum e NES, que eram conhecidos por sua dificuldade, especialmente o Battletoads. Kotaku achou que a Rare adicionou trapaças para tornar os jogos Spectrum que eram "dolorosamente difíceis" mais toleráveis, e um crítico da Ars Technica desejou que essa funcionalidade também houvesse sido aplicada nos jogos de Nintendo 64. Críticos gostaram dos desafios de Snapshot e a Polygon reportou que eles eram cruciais para aprender mecânicas básicas dos jogos, apesar de serem menos acessíveis do que aqueles do NES Remix. Avaliadores reclamaram de que os controles dos jogos de Spectrum eram difíceis de entender. Um avaliador da Ars Technica achou que a compilação fez um mau trabalho em explicar o controle de cada jogo, e questionou por que a Rare não incluíu vídeos introdutórios de explicação. Ao invés disso, ele pesquisou por vídeos do YouTube para cada jogo. Eurogamer e Ars Technica discordaram no fato do emulador de Spectrum replicar os problemas gráficos do original. Jaz Rignall, da USgamer, apreciou a opção de salvar o progresso do jogo em qualquer momento, para os títulos de Spectrum, e escreveu que a compilação irá lembrar os jogadores de quão difíceis os jogos eletrônicos costumavam ser.
A emulação da Rare Replay para os jogos de Nintendo 64 agradou os críticos. Ars Technica escreveu que as melhorias nos polígonos compensaram o material "embaçado" e "pixelado" dos originais, apesar do modo multijogador dos jogos de Nintendo 64 não apresentarem as melhorias que o modo um jogador recebeu. Kotaku comentou que o Xbox One teve mais relançamentos de Nintendo 64 do que o Nintendo Wii U, na época. Um crítico da Ars Technica elogiou a escolha da Rare para a versão de Conker's Bad Fur Day do Nintendo 64, não usando a versão atualizada mas mais censurada que havia sido relançada para Xbox. Avaliações iniciais acharam que Jet Force Gemini estava em estado não jogável sem o uso de controles analógicos, que foram posteriormente adicionados. Enquanto Machkovech, da Ars Technica, considerou que os jogos da Rare e Microsoft eram os mais fracos da compilação, Whitehead, da Eurogamer, achou que eles eram os mais agradáveis no contexto da Rare Replay. Avaliadores comentaram sobre problemas técnicos e de frame rate na emulação de Xbox 360, e não gostaram da sua separação do resto da compilação. Kollar, da Polygon, chamou o processo de instalação dos jogos de Xbox 360 de "desnecessariamente complexo", e Marty Sliva, da IGN, não gostou de como a sequência inicial do Xbox 360 interrompia a coesão da compilação, comentando também que a experiência de emulação do Xbox 360 era pior do que a experiência não emulada.